# تسووانو، شیمانه
تسووانو، شیمانه (به لاتین: Tsuwano, Shimane) یک منطقهٔ مسکونی در ژاپن است که در استان شیمانه واقع شده‌است. تسووانو ۹٬۰۱۴ نفر جمعیت دارد.

## خواهرخوانده
شهر Mitte خواهرخواندهٔ تسووانو، شیمانه هست.